# Commanderie de Melun
La Commanderie de Melun se trouve à Melun, elle relève du prieuré hospitalier de Saint-Jean en l'Île-lez-Corbeil du grand prieuré de France.

## Origine
En 1195, Robert, comte de Melun, avait donné une maison à Melun,. En 1200, Alix, mère de Philippe-Auguste confirmait la donation faite par Drogon de Latre d'une rente de onze sols parisis à prendre sur le moulin-de-l'Oiselet au pont de Moulin,. En 1210, Philippe Auguste accorde aux Hospitaliers de l'ordre de Saint-Jean de Jérusalem, qui y séjournaient déjà, des terrains, des champs avec des vignes pour y construire une commanderie de Melun situés en dehors des murs de la ville.
Quand les Hospitaliers voulurent construire une chapelle, les religieux du couvent Saint-Pierre-de-Melun s'y opposèrent. Ils choisirent Gombert, abbé de Prouilly et l'abbé de Saint-Remi de Sens. Ceux-ci décidèrent, en 1236, que les Hospitaliers pourraient construire leur chapelle à la condition que cela ne porte pas préjudice aux droits de l'église Saint-Aspais,.

## Commanderie
Un état des revenus de la commanderie, en 1319, étaient de 13 livres 2 sols et  6 deniers par an égale à celui des quêtes et aumônes. Les maisons de Rubelles, de Passy avec les dimes de Maincy, Milly et Montereau-sur-Jard rapportaient 59 setiers de froment à 6 sols 8 deniers le setier de froment et 53 setiers d'avoine à 4 sols 4 deniers le setier d'avoine et les vignes de Misery et de Boissettes étaient louées 25 sols l'arpent.
La commanderie était composée, à la même époque, de Jean Capy, commandeur, d'un frère prêtre pour desservir la chapelle, un frère clerc, un donné, un valet et une chambrière qui dépensaient chaque année pour leur entretien 53 livres 44 sols à comparer avec les revenus de 60 livres.
Les guerres du XIVe siècle causèrent la ruine de la commanderie de Melun et les Hospitaliers préférèrent la supprimer pour réunir ses revenus à ceux du Prieuré hospitalier de Saint-Jean en l'Île-lez-Corbeil.
Un procès-verbal de visite prieurale de 1456, donne une description : « Hors la ville de Melun, près des fossés d'icelle, une place en laquelle souloit avoir belle chapelle et grande, et à l'entour belle maison qui, du temps des guerres, ont esté du tout desmoliz; et de présent n'a qu'une chappelle bien et suffisamment entretenue et aornée et desservie toutes les sepmainnes de quatre messes. A iceluy appartient plusieurs membres, lesquels sont totalement en ruyne et désolation. »
En septembre 1590, la chapelle disparue à son tour.
Les revenus de l'ancienne commanderie étaient, en 1757, de 16 à 1 700 livres par an.

## Dépendances
Plusieurs membres dépendaient de la commanderie de Melun :
- le membre de Passy ;
- le membre de Rubelles ;
- le membre de Maincy.

## Sources
- Eugène Mannier, Les commanderies du grand prieuré de France d'après les documents inédits conservés aux archives nationales à Paris, Paris, 1872 (lire en ligne)